# Kleopatra Thea
Kleopatra Thea (řecky Κλεοπάτρα Θεά; kolem 165 př. n. l. - 121 př. n. l.) zvaná Euergetis, byla vládkyně Seleukovské říše od roku 125 př. n. l. do své smrti. Původem byla egyptská ptolemaiovská princezna, starší dcera Ptolemaia VI. a jeho sestry a manželky Kleopatry II.

## Manželství s Alexandrem Balasem

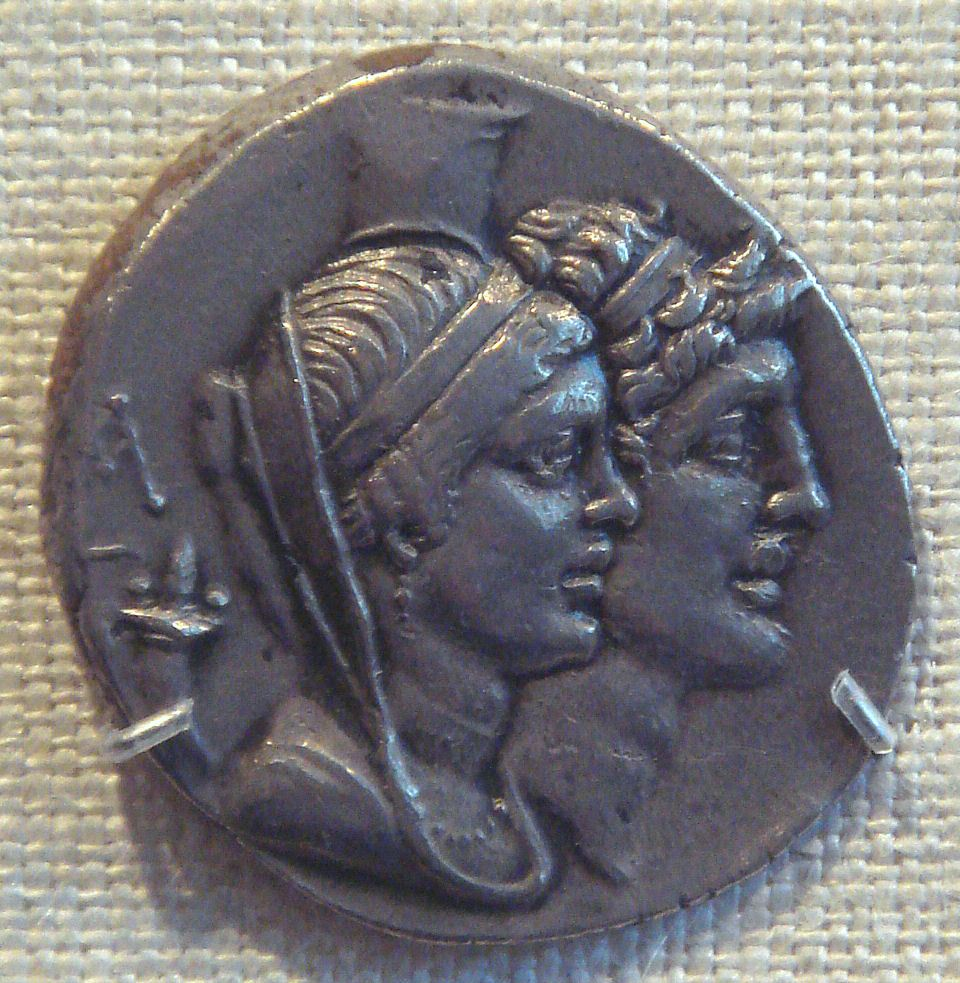
Kleopatra Thea a Alexander Balas

Když se uzurpátor pochybného původu Alexandr I. Balas s požehnáním Říma v roce 153 př. n. l. snažil vzít Seleukovci Démétriovi I. Sótérovi syrský trůn, podporoval Ptolemaios VI. Balase vojensky a pomohl mu v roce 150 př. n. l. k vítězství. V tomtéž roce oženil egyptský král svou dceru Kleopatru Theu za Alexandra Balase a osobně ji doprovodil do Ptolemaidy, kde se svatba konala. Město bylo pravděpodobně vybráno jako místo svatby, protože bylo nejdůležitějším helénistickým centrem v regionu. Kleopatra Thea obdržela jako věno bohaté zlaté a stříbrné vybavení. Svatebních oslav se zúčastnil i Jonathan, člen židovského rodu Makabejců, který byl Alexandrem Balasem povýšen do hodnosti stratéga. Kleopatra Thea porodila svému manželovi syna Antiocha VI. Epifana Dionýsa.

## Manželství s Démétriem II. Nikatórem
Po pouhých čtyřech letech však první manželství Kleopatry They skončilo, protože její otec obvinil svého zetě z útoku na jeho osobu ve městě Ptolemais, přestal ho proto podporovat a svou dceru mu odebral. Místo toho nyní egyptský král uzavřel spojenectví s novým seleukovským uchazečem o trůn Démétriem II. Nikatórem, synem Démétria I., a dal mu roku 146 př. n. l. svou dceru Kleopatru Theu za manželku. Napřesrok Ptolemaios VI. a Démétrios II. na Alexandra Balasa společně vytáhli a Balas byl brzy poté zabit. Na následky zranění, která v bitvě utrpěl, však zemřel i egyptský král.
Děti Kleopatry They z jejího druhého manželství byly Seleucos V., Antiochos VIII. Grypus a pravděpodobně dcera, která se snad jmenovala Laodiké.
Despotický styl vlády Démétria II. brzy umožnil novému uzurpátorovi Tryfónovi ovládnout část Sýrie. Roku 145 př. n. l. Tryfón jmenoval králem Antiocha VI., kterému byly pouhé dva roky, aby mohl vládnout jako jeho poručník. Malého krále však brzy nechal zavraždit (buď 142/141 nebo 139/138 př. n. l.). Démétrios ztrácel stále více území ve prospěch Tryfóna, navíc byl zajat při tažení proti Parthům (kolem roku 140/139 př. n. l.) a držen v zajetí deset let. Tryfónovi se nyní podařilo zmocnit se dalších oblastí Seleukovské říše. Kleopatra Thea se dvěma syny Démétria II. odešla do města Seleukia Pieria, kde ji chránil královský stratég Aischrion.

## Manželství s Antiochem VII. Sidétém
Poté, co se Kleopatra Thea dozvěděla o sňatku svého zajatého manžela s Rhodogunou, dcerou parthského krále Mithridata I., zuřila a doufala v podporu manželova bratra Antiocha VII. Sidéta. Když byla ještě v Seleukii Pierii, nabídla mu kolem roku 138/137 př. n. l. svou ruku a s ní i seleukovský královský majetek. Antiochos VII. rád souhlasil, dokázal porazit uzurpátora Tryphona a oženil se s Kleopatrou Theou. Se svým třetím manželem měla syna Antiocha IX. Kyzikéna. Novoplatonik Porphyrios připisuje Antiochovi VII. a Kleopatře Thee další čtyři děti: dvě dcery jménem Laodiké, které prý stejně jako syn Antiochus podlehly nemoci, syna Seleuka zajatého Parthy a nejmladšího syna Antiocha IX. Porfyrios ale pravděpodobně popletl děti Antiocha VII. a děti jeho bratra Démétria II.
Antiochos VII. v roce 131 př. n. l. zahájil novou válku proti Parthům a zpočátku proti nim dosahoval velkých úspěchů. Proto Fraatés II. propustil Démétria II., který byl deset let držen v zajetí, aby bojoval se svým bratrem o znovuzískání seleukovského trůnu. Ale již na počátku roku 129 př. n. l. Antiochos VII. padl v další bitvě proti Parthům, zatímco Démétrios II. získal královskou korunu zpět.

## Návrat a smrt Démétria II.
V té době bojovala Kleopatra II. proti svému bratrovi a manželovi Ptolemaiovi VIII. o moc v Egyptě a obrátila se o pomoc na svého zetě Démétria II. Ten souhlasil, ale byl poražen Ptolemaiem VIII. u Pelusionu (129/128 př. n. l.). Kleopatra II. pak uprchla do Seleukovské říše, ale egyptský panovník jmenoval syrského vzdorokrále Alexandra II. Zabina, údajně syna Alexandra I. - podle jiných zdrojů byl adoptivním synem Antiocha VII. Ptolemaiovský vládce tím vyvolal v Seleukovské říši občanskou válku.
Rozporuplné starověké zdroje neříkají přesně, jak se Kleopatra Thea chovala ke svému druhému manželovi po jeho návratu. Podle některých pramenů poslala svého syna Antiocha ze strachu před Démétriem II. do Kyzikosu v Malé Asii (odkud získal svůj přídomek). Motivem jejího pozdějšího příkazu k vraždě bývalého manžela prý byla navíc pomsta za jeho sňatek s Rhodogunou. Historik Justinus však uvádí, že k ní a k jejímu manželovi uprchla její matka Kleopatra II., což naznačuje, že pár žil znovu spolu. Teprve po porážce Démétria II. Zabinovým vojskem u Damašku Kleopatra Thea a její děti Démétria opustily. Po své porážce Démétrios II. uprchl do Ptolemaidy, ale našel městské brány zamčené na příkaz vlastní manželky, která dlela ve městě. Také mu přikázala odepřít vstup do Týru a pak ho prý nechala zavraždit (126/125 př. n. l.).

## Vláda nad Sýrií

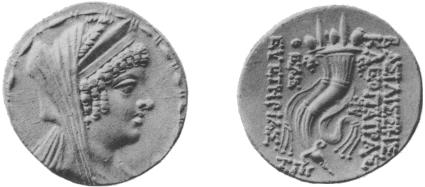
Mince Kleopatry They, kolem roku 125 př. n. l.

I když Zabinas držel část Seleukovské říše, Kleopatra Thea ovládala od roku 125 př. n. l. zbývající území. Ve stejném roce nechala odstranit svého nejstaršího žijícího syna Seleuka V. Jako motiv se uvádějí dva různé důvody: Podle jedné verze se bez jejího svolení pokusil převzít trůn, podle druhé se bála, že by se mohl pomstít za zabití svého otce. Na minci (stříbrné tetradrachmě) z roku 126/125 př. n. l. je vyobrazena sama s královskými šperky.
Aby Kleopatra Thea legitimizovala svou vládu ve shodě s tradici, nechala z Athén přivézt svého mladšího syna Antiocha VIII. Grypa a vládla jako jeho opatrovnice. O její vládě se nedochovaly téměř žádné informace. Jen z mincí ražených v té době lze soudit, že pevně držela otěže vlády. Mince zobrazují hlavy matky a syna a v nápisu je jmenována před svým synem: Královna Kleopatra a král Antiochos.
Když se Antiochovi VIII. roku 123/122 př. n. l. s egyptskou pomocí podařilo vybojovat rozhodující vítězství nad Alexandrem Zabinasem, mohl požadovat větší podíl na moci. Kleopatra Thea prý plánovala odstranit tohoto syna, který se pro ni stal neovladatelným, stát se poručnicí svého nejmladšího syna Antiocha IX. a být nadále regentkou. Když se Antiochos VIII. vrátil z vojenského cvičení, chtěla ho prý zavraždit otráveným nápojem, ale on byl varován a donutil matku, aby vypila pohár místo něj. Její smrt nastala v roce 121 před naším letopočtem.

## Ohlasy
V období baroka byl několikrát umělecky zpracován motiv sporu Kleopatry They s parthskou princeznou Rhodogunou o syny společného manžela Démétria II. Pierre Corneille (1644) i Gabriel Gilbert (1646) napsali tragédie zvané Rodogune, které alegorizují vládu Anny Rakouské v letech 1643–1651.